# Божаволя (герб)
Божаволя (Божа Воля, Бойнар, пол. Bożawola, Bojnar, Boża Wola) — родовий герб який використовували польські, українські, литовські та білоруські шляхетські роди в Речі Посполитій та Великому Князівстві Литовському, Руському та Жемайтійському. Вперше вживаний на польських землях.

## Історія
Перша письмова згадка про герб - 1428 р. В історичних джерелах перші легенди і гіпотези про його походження з'являються на переломі XVI і XVII століть.
Відомий твір «Герби польського рицарства» Бартоша Папроцького 1584 року подає дві окремі думки щодо походження герба. Згідно однієї з них, герб Божа Воля походив від гербу Ястшембець, який у Мазовії мав назву Болеста (Bolesta). Автор твору написав, що герб Божа Воля був "наданий від Ястшембців за значні заслуги предка герба того, який вислідив військо неприятельське, повів своїх людей так на нього, що жоден воїн з ворожого війська не врятувався, а всі були розгромлені й розбиті на голову". За цей вчинок той предок мав отримати півмісяць, як додаток до свого гербу, від княжат Мазовецьких. Одночасно Папроцький в розділі, присвяченому родинам, що вживали герб Любич зазначав, що "інші мають в підкові півмісяця, замість хреста, а звуть їх Божа Воля, тому що всі вони походять з одного дому". Це твердження говорить про те, що родини, які вживали герба Божа Воля походять від шляхти герба Любич. В своій праці Orbis Polonus (1641) Шимон Окольський описуючи герб Божа Воля також виводить його від гербу Любич. Такого ж походження цього гербу можна знайти в віршованій легенді авторства Францішка Ковальського в збірці «Легенди Гербові», виданій в другій половині XIX ст. Єзуїт Теофіл Рутка, який в XVII ст. аналізував польську геральдику, походження гербу пов'язав з легендою, що сягала часів легендарного князя Крака, згідно якої, не знаний на ім'я вождь зумів перевести своє військо через замерзлий Дунай, чим значно допоміг князю Краку. За цей вчинок він був нагороджений князем гербом Божа Воля. Цю легенду також наводить у своєму гербовнику Новосельський. Якщо порівняти між собою герби Божа Воля, Любич і Ястшембець, то всі вони видаються дуже подібними, що підтверджує гіпотезу про їх родство. Однак слід пам'ятати, що як хрест, так і підкова, належать до дуже популярних і часто вживаних символів в польській геральдиці.

## Опис
У блакитному полі розміщена срібна, передком вгору, підкова. Всередині неї і над нею по срібному кавалерському хресту. Під підковою зображений золотий півмісяць, рогами обернений вгору. В клейноді три страусині пера. Намет блакитний, підбитий сріблом.

## Роди
Список шляхетський родів, що використовували цей герб містить 69 прізвищ:
Афанасович (Affanasowicz), Артинський (Artyński), Банковський(Bankowski), Баньковський (Bańkowski), Бахматович (Bachmatowicz), Бох (Boch), Вілліуш (Williusz), Ґонсецький (Gąsecki), Горський (Gorski), Ґос(ь)цємінський (Gościemiński), Ґос(ь)цімінський (Gościmiński), Ґос(ь)цімський (Gościmski), Ґурський (Górski), Дзєжиц (Dzieżyc), Дзюс (Dzius), Дзюса (Dziusa), Дзюш (Dziusz), Дзюша (Dziusza), Дравдзік (Drawdzik), Друшкевич (Druszkiewicz), Дюс (Djus), Ємелицький (Jemielicki), Ємеліта (Jemielita), Ємелітий (Jemielity), Ємельський (Jemielski), Енмелицький (Jęmielicki), Жадвойн (Żadwojn), Жечковський (Rzeczkowski), Жодвойнь (Żodwojń), Задвойнь (Zadwojń), Закаблуковський (Zakabłukowski), Зда(р)жинський (Zdarzyński), Колупайло (Kołupajło), Коморовські (Komorowski), Кос(ь)цімінський (Kościmiński), Лункевич (Łunkiewicz), Мадийовський (Madyjowski), Мадйовський (Madyowski), Мацкевичі (Mackiewicz), Міцкевичі (Mickiewicz), Мойжим (Mojrzym, Moyrzym), Новокшеський (Nowokrzeski), Ольштинський (Olsztyński), Островець (Ostrowiec), Островидський (Ostrowidzki), Острович (Ostrowicz), Радзимінський (Radzimiński), Реймунт (Rejmunt, Reymunt), Римкович (Rymkowicz), Ровенський (Rowieński), Ровінський (Rowiński), Романовський (Romanowski), Росальський (Rosalski), Россальський (Rossalski), Седлецький (Siedlecki), Сесицький (Siesicki), Солтанович (Sołtanowicz), Спєхольський (Spiecholski), Спихальський (Spichalski), Стоцький (Stocki), Суха(р)жевський (Sucharzewski), Хазбієвич (Chazbijewicz), Хацьбеєвич (Chaćbiejewicz), Хростніца (Chrostnica), Щирковський (Szczyrkowski), Щирський (Szczyrski), Юхнович (Juchnowicz).

## Відомі представники
- Станіслав Зигмунт Друшкевич (1621†1697) — войський галицький, підстолій і стольник парнавський, ротмістр татарської хоругви, полковник королівський і гусарський (1678-1685), каштелян любачівський, холмський (1685-1690), суддя каптуровий землі львівської, очільник правобережних козаків.

- Войцех Ян Юзеф Ґурський (1739†1818) — римо-католицький діяч, перший біскуп келецький (1809-1818).

- Францішек Ґурський (1783†1838) — генерал бригади Війська Королівства Польського.

- Анджей Романовський (†1649) — підсудок белзький.

- Томаш Ян Романовський (†1736) — підкоморій холмський (з 1700), староста віштинецький (з 1695), маршалок холмської землі.

- Селім Хазбієвич (нар. 1955) — польський політолог, письменник, дипломат. Походив з шляхетської родини польсько-литовських татар. Посол Польщі в Казахстані (з 2017).